# 澤蔵司

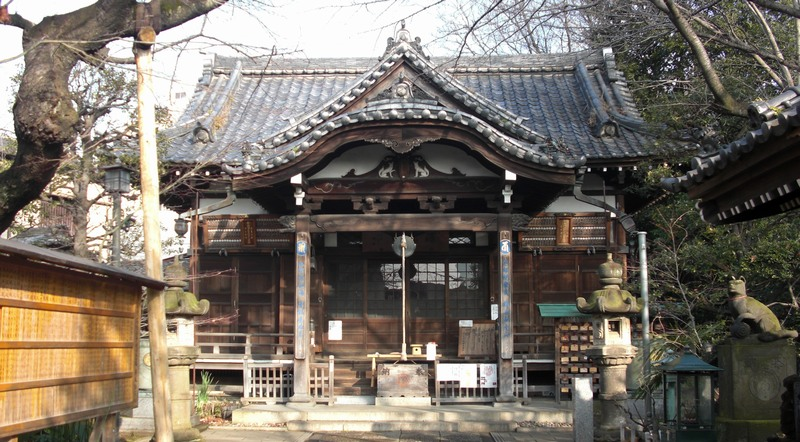
慈眼院 澤蔵司稲荷（東京都文京区小石川）

澤蔵司（たくぞうす）とは、太田道灌によって千代田城に勧請され、その後元和年間に傳通院において仏法や学問を学んだとされる狐神。また、その伝承を指す。現在は東京都文京区小石川に澤蔵司稲荷大明神として祀られている。別当寺は慈眼院。

## 概要
澤蔵司稲荷に伝わる『澤蔵司縁起』によると元和４年（１６１８年）４月７日に傳通院山内の学寮主、極山和尚の夢に一人の僧侶が現われ
「某は澤蔵司というものなるが、浄土の修学大望なるが故に明日当寺に来る」
と託して忽然と消えた。
翌日、この極山和尚の寮へ澤蔵司と名乗る一人の僧が浄土教の修学をしたいと訪ねてきた。その日は寮主が留守だった為、澤蔵司は言付けをして帰った。
さらにその翌日、４月９日に再び澤蔵司は極山和尚の寮を訪ねた。極山和尚は一昨夜の夢といい、その澤蔵司と名乗る僧の容貌の非凡な様を見て４月９日に入門を許可致した。このことを傳通院の住職であった廓山上人へ報告をすると、なんと住職も同じ夢を見ていたのである。
この澤蔵司は、大変に徳が高く才識絶倫優秀にして、僅か３年余りで浄土教の奥義をすべて修得したばかりでなく、様々な奇瑞を現したので多くの方に尊ばれた。
そして、元和６年５月７日の夜、傳通院住職の廓山上人と学寮主の極山和尚の夢枕に再び立ち
「そもそも余は太田道潅公が千代田城内に勧請せる稲荷大明神なるが、浄土の法味を受け多年の大望ここに達せり。今より元の神に帰りて長く当山を守護して法澤の荷恩に報い長く有縁の衆生を救い、諸願必ず満足せしめん。速く一社を建立して稲荷大明神を祀るべし」
と残し暁の雲に隠れたと記されている。
澤蔵司のいた学寮の居室には、念持仏であった十一面観音像と僧形の澤蔵司尊像、『円頓止観』の書、「夏草の歌」、白狐の尾先が残されていた。
この十一面観音像を本地仏とし、澤蔵司尊像をご本尊として祀り、傳通院一山の鎮守として澤蔵司稲荷が建立され現在に至っている。

## 『縁起』に伝わる奇瑞

### 傳通院住職の晋山の際の先導
往昔より傳通院の住職の晋山（住職就任式）は夜中に行われていた。この晋山の際の住職が寺に入るお練り行列には、必ず澤蔵司が先導をしたと言われている。この時、もし澤蔵司が緋色の衣を着ていれば、その時晋山する傳通院の住職はその後増上寺の法主になる事ができる。しかし、もし澤蔵司が紫色の衣を着ていたならば、傳通院の住職でそのキャリアを終えると言い伝えられている。

### 徳本行者の法楽
享和３年１１月に徳本行者が傳通院で修行している修行僧へ浄土宗の伝法を授ける為に、傳通院山内の鸞洲上人の白蓮社という寮に滞在していた。ある日、行者のお世話をしていた大基和尚が深夜にもかかわらず徳本行者の部屋から十念を授ける声を聴いた。不思議に思い行者に尋ねたところ「今、老狐が訪ねてきたのでお念仏を授けた」と仰ったので、大基和尚は「それは、傳通院の鎮守である澤蔵司稲荷の使者ではないでしょうか」と申し上げた。それを聞いた徳本行者は「それならば今すぐその稲荷へ行き法楽したいものだ」と澤蔵司稲荷へ向かった。夜中なので別当寺などには何も言わず自ら提灯を手に出かけたが、澤蔵司稲荷の入り口の鳥居の下に錫杖をつき会釈している出迎えの者がいた。さらには拝殿も本殿も扉がすべて開かれており、灯明などもすべて灯されていたのである。德本行者はしばらく法楽して帰られた。翌朝に澤蔵司稲荷の別当寺慈眼院の別当が徳本行者のもとを訪れ「昨晩行者さまがお参りに来てくださっていたと、今朝聞き知りました。なにもおもてなしできず、ご無礼を致しまして申し訳ございませんでした。」というのである。
昨晩の出迎えや、扉を開け灯明を点けていたのは人がしたことでは無く澤蔵司稲荷の奇瑞であろうと皆口々に話したと伝わる。

### 境内の夜回りを澤蔵司が代わる
傳通院９世相閑の頃、仁右衛門という７０代の道心の深い者が拝殿の側に住んでいた。仁右衛門は傳通院山内の夜回りをしており拍子木を打ちながら夜ごと歩いていた。雪の夜や雨の晩は澤蔵司が現われ出て「汝休め。予代らん」と言って、代わりに夜回りしたという。これは、道心の深い老人を澤蔵司が憐れんだもので、この澤蔵司が夜回りする姿を見たものは多くいたと伝わる。

### その他
- 箪笥町萬屋が澤蔵司の夢告に従い、蕎麦を供え病を治した話。
- 小石川戸崎町石屋長右衛門の弟子、丑之助が金毘羅大権現の神罰を受けた際に、氷川神社の祭神と共に澤蔵司が金毘羅大権現に詫びを入れ許しを請う話。
- 神田山本町代地仙臺屋何某、麹町隼町何某、数寄屋町岩田屋の話。
- 小川町大久保候の家臣酒井氏が境内の枯れた二本の杉を植え替えるべしと霊夢を見て植え替えたところ病が治った話。
- その他数人の病が治った話。

## 太田道灌による勧請
太田道灌は江戸城の前身である千代田城を築城中、乾（北西）の方角にしきりに狐が鳴く声を聴き、さらには忽然とその場所が光るのを見た。不思議に思いその場所を掘ってみると十一面観音像が出土した。道灌は歓喜し「当城の萬代の守護神にしよう」と、その場所に稲荷社を建立し、その十一面観音像を本地仏として勧請し祀った。この時に建立された稲荷社が澤蔵司稲荷である。
現在、この十一面観音像は、澤蔵司稲荷の本堂裏手の神殿内の厨子に澤蔵司尊像と共に安置されている。
もと太田道灌公の念持仏と伝わり、その後、澤蔵司尊が傳通院に入寮した際には澤蔵司尊の念持仏でもあった。澤蔵司尊が修学を終えて、もとの神に戻る際、学寮の居室に澤蔵司尊像と共に残されていたお像と伝わる。

## 澤蔵司稲荷
澤蔵司稲荷が祀られる稲荷神社。東京都文京区小石川３丁目１７番地１２号にある。
徳川家康の生母於大の方の菩提所である傳通院の鎮守。元和６年に創建され令和２年に開創４００年を迎えた。

### 年中行事
１月　元旦、２日、３日　　　　修正会・初詣
２月　３日の直前の土日　　　　節分追儺式　子ども豆まき併修
　　　上旬　　　　　　　　　　初午祭
４月　上旬　　　　　　　　　　春季例大祭　秘仏本尊　澤蔵司尊像ご開帳
６月　上旬　　　　　　　　　　ムクノキ祭り
９月　上旬　　　　　　　　　　秋季例大祭
１０月上旬　　　　　　　　　　木遣不動尊祭
１２月３１日　　　　　　　　　大晦日越年大護摩供

毎月１日　午前６時　　　　　　例月大護摩供

## 別当寺　慈眼院
澤蔵司稲荷は明治時代の神仏分離や廃仏毀釈に遭いながらも、江戸時代よりの神仏習合の姿をよく残している。
澤蔵司稲荷を管理している別当寺は、浄土宗の慈眼院である。
慈眼院は傳通院の山内塔頭寺院であり、澤蔵司稲荷創建当時は甚蓮社という学寮であった。
慈眼院と公称するようになったのは、宝永５年に傳通院１７世住職であった祐天上人が堂宇を再建した際である。
この慈眼院という名称は、傳通院にふたつある鎮守のひとつの大黒天の別当寺である福聚院と対であり、『観音経』の「慈眼視衆生　福聚無量海」から取られたと考えられている。

## 澤蔵司と蕎麦

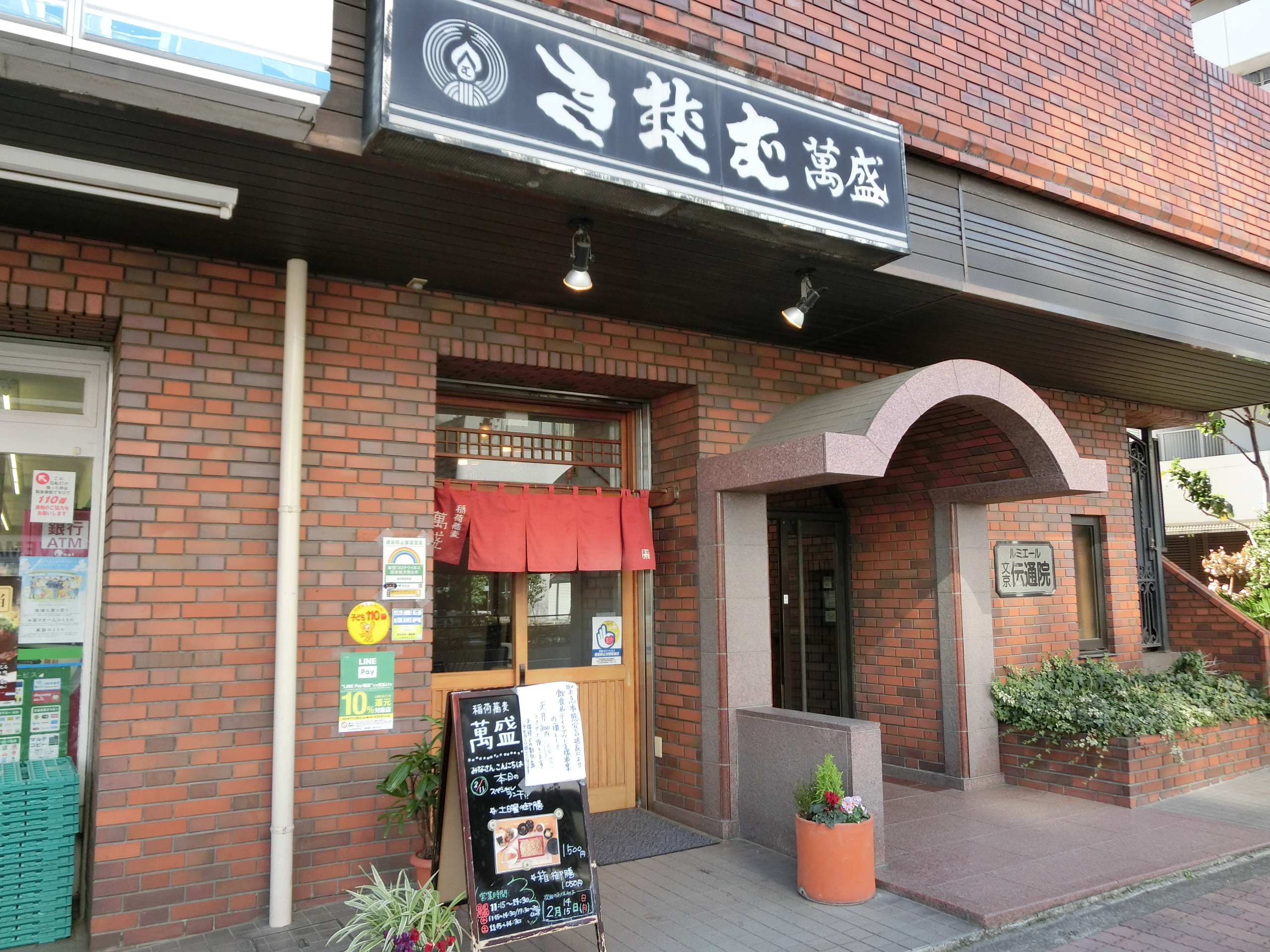
稲荷蕎麦「萬盛」

澤蔵司が傳通院で修行中、門前に蕎麦を商う店が有った。澤蔵司は大変そばを好み、よくこの店へ蕎麦を食べに行っていた。
この店の主人は、澤蔵司が修行中はその徳を慕って常に供養していたとされ、もとの神に戻り澤蔵司稲荷尊として祀られてからは毎日社前に蕎麦を奉納するようになった。
江戸中期、後期の『澤蔵司縁起』『澤蔵司略縁起』等にも「まだ蕎麦の奉納が続いている」と記され、明治や昭和初期の記録にも「いまだに奉納が続いている」と書かれている。
この門前の蕎麦屋「稲荷蕎麦萬盛」は現在も営業を続けており、その日の初茹で（初釜）のお蕎麦が朱塗りの箱に収められ毎日奉納されている。
開創以来４００有余年連綿とお蕎麦の奉納が続いている。
信仰の対象である本尊が食べた物を、同じお店で食べることが出来るのは世界でも稀有な例と考えられている。

## 霊窟おあな
本堂の東側の崖地にある霊場。古来より霊狐の棲む霊場として知られ、霊窟「おあな」さまとして親しまれている。
まさに霊場と呼ぶに相応しい雰囲気の場所で石階段を下ると朱塗りの鳥居に囲まれた祠（ほこら）がある。
明治の頃に石組み等の若干の整備はされているが、江戸時代よりの面影を色濃く留めている。
『江戸名所図会』や『無量山境内大絵図』にも描かれており、現在もなお、鎮守の杜に相応しい樹齢数百年の樹木に囲まれ都心とは思えない雰囲気を残している。
これらの木々により、昭和２０年５月２５日の空襲で傳通院方面から類焼してきた火災が止まり、澤蔵司稲荷境内の建物の一部や隣接する住宅には燃え広がらずにすんだ。

## ムクノキ
澤蔵司稲荷の境内を出て坂を少し上がった所に一本の椋の木がある。
古来より地元の方々に、澤蔵司尊が宿る御神木として信仰をあつめている。『江戸名所図会』などにも描かれており、木の側には東屋も描かれており、江戸時代にすでにシンボリックな存在であったことがわかる。
平成２５年に文京区天然記念物第一号に認定されたことを記念して、地元町会によって毎年６月上旬に「ムクノキ祭」が澤蔵司稲荷の境内で催されている。

## 江戸消防との関係
南町奉行・大岡越前守が300年ほど前に制定した、江戸時代の町火消しの組織「いろは四十八組、本所深川十六組」は明治5年に「市部消防組」として改編され、その後、近代消防に移行したことに伴い江戸時代の火消しの文化・伝統等を継承する為に江戸消防記念会の前身組織が明治後期に組織された。現在の「一般社団法人 江戸消防記念会」は 全体で11の区で組織されている。
長年、澤蔵司稲荷において、地元小石川の江戸消防記念会第四区木遣親聲会が木遣りと梯子乗り（共に東京都指定無形民俗文化財）のお稽古をしている。
その関係で、澤蔵司稲荷の本堂には、地元二番組の纏が奉納されており、また、（社）江戸消防記念会 第四区木遣親声会 創立100周年を記念して木遣不動明王が奉納され、年に一度「木遣不動尊祭」を厳修されている。

## 松尾芭蕉の句碑
「一時雨 礫や降って 小石川」
澤蔵司稲荷では江戸末期頃から芭蕉翁を慕う「芭蕉堂」の句会が開かれていた。その門人によって、大正7年10月12日の芭蕉翁の220回忌を記念して境内に建立された句碑。
句の右側には「戸田権太夫邸にて」と刻されており、延宝5年（1677年）に、芭蕉翁と同郷の戸田権太夫公のお屋敷（本郷壱岐坂　現在の本郷ハウスあたり）から詠まれた句であると伝わる。
石材は川石。昭和20年5月の山手大空襲でも火を被らず現存している。

## 民間伝承
澤蔵司に関して、澤蔵司稲荷に伝わる『澤蔵司縁起』とは内容の異なる民間伝承が多く伝わる。

### 縁起に関する民間伝承
江戸にある伝通院の住職廓山上人が京都から帰る途上、澤蔵司という若い僧と道連れになった。若い僧は自分の連れが伝通院の廓山上人だと知ると、学寮で学びたいと申し出てきた。若い僧の所作からその才を見抜いた廓山上人は入寮を許可し、かくして澤蔵司は学寮で学ぶことになった。
澤蔵司は入寮すると非凡な才能をあらわし、皆の関心を寄せた。が、あるとき寝ている澤蔵司に狐の尾が出ているのを同僚の僧に見つかってしまい、上人に自分に短い間ではあったが、仏道を学ばせてもらったことを感謝し、学寮を去った。
その後一年ほどは、近隣の森に住み、夜ごと戸外で仏法を論じていたという。

### 蕎麦に関する民間伝承
澤蔵司は僧であった頃蕎麦を好んで食べていた。澤蔵司がひいきにしていた蕎麦屋では、澤蔵司が現れた日、銭に必ず木の葉が混じるので怪しみ、ある晩店の男は蕎麦を買った澤蔵司をつけて行くと、森の中に蕎麦を包んだ皮が散らばっていたという。また、この出来事から店の男が澤蔵司は狐だと感づき、それが原因で澤蔵司は上人に自分が狐であることを打ち明けたと言う説もある。

### ムクノキに関する民間伝承
澤蔵司稲荷が宿るとされる御神木のムクノキは「切ると祟られる木」として昭和から平成の頃に怪談話としてよくテレビなどに取り上げられた。
これは、明治時代に生活道として現在の善光寺坂を通すにあたり、このムクノキが伐採の危機に遭った。その際、この木を守るために地域の住民よって流布され始めたものであると考えられている。

## 分社の存在
現在確認されている分社は以下の通り
龍原寺
浄土宗　紫雲山　花楽院　龍原寺
大分県臼杵市大字福良平清水134
浄泉寺
浄土宗　瑠璃光山　清光院　浄泉寺
栃木県日光市今市566番地２
子供が夜泣きするとき蕎麦をあげて祈願すると治るという 言い伝えがあり「そば喰い稲荷」とも呼ばれている。
「沢蔵司稲荷仕法の跡」が日光市の指定文化財になっている。日光神領の報徳仕法を二宮尊徳から引き継いた二宮弥太郎の神社仕法である。５１カ年計画で、元金１２両を弥太郎が寄付し、地元住民に貸し、利子を積み立て、１割の利子中３分を世話料と雑用に当て、７分を複利計算を以て稲荷の維持にと永久的計画を立てた。大阪の境の小林寺の僧白蔵司に因み、沢蔵司（たくぞうす）稲荷とした。地区住民からは、石の鳥居と玉垣が寄進されている。玉垣には、弥太郎の二子の金之丞、延之輔の名と住民１００名程の名が刻まれている。
「日光手打ちそばの会」によって「日光そばまつり」にあわせ、新そばの奉納がされている。奉納では報徳二宮神社の禰宜が神事を執行している。
普濟寺
浄土宗　普濟寺
三宅島三宅村伊豆1044番地１

## BS‐TBSによる昔話の制作
BS-TBSで放送されている「むかしばなしのおへや〜伝えたい日本昔話〜」で『たくぞうすいなり』という澤蔵司稲荷が題材のお話が制作され放送された。語りは夏木マリ。
澤蔵司が傳通院で修行したのちに、もとの神様へ戻り永く小石川の地を守護するようになるまでの話し。
修行時に門前の蕎麦屋（稲荷蕎麦「萬盛」）へ通い、稲荷大明神として祀られてからは蕎麦屋の店主によってお蕎麦の奉納が現在まで続いていることも紹介されている。

## 備考
- 同様の僧に化ける狐として白蔵主の伝承がある。
- 東京都の澤蔵司稲荷の隣には、作家の幸田露伴、幸田文、青木玉の墓地がある。